# 全国高等学校総合体育大会登山競技大会
全国高等学校総合体育大会登山大会（ぜんこくこうとうがっこうそうごうたいいくたいかいとざんきょうぎたいかい）は、全国高等学校体育連盟、日本山岳・スポーツクライミング協会・読売新聞社の主催する、高等学校生徒による登山チームによる全国大会。

## 概要
全国高等学校登山大会とも。夏季インターハイの諸競技の一環として県持ち回りで開催される。主管は高体連登山専門部・開催県体育連盟・開催県山岳連盟、となるのが通例。
インターハイの登山競技は、安全登山に必要な技術及び体力の定着といった観点から実施されている。競技は、各都道府県の代表選手4名によってパーティーを構成し、3泊4日の競技期間中に体力（40点）、歩行技術（10点）、装備（10点）、設営・撤収（5点）、炊事（5点）、天気図（4点）、自然観察（4点）、救急（4点）、気象（4点）、記録・計画（4点）、読図（5点）、マナー（5点）の各項目（計100点満点）で審査が行われ、その得点で競われる。なおタイムは競われない。

## 歩み
過去には、体力（30点）、歩行技術（10点）、装備（10点）、設営・撤収（10点）、炊事（5点）、気象（7点）、自然観察（4点）、読図（4点）、記録・計画（10点）、救急（5点）、マナー（5点）の配点で審査が行われていた。
団体男子（Ａ隊）は全国の都道府県から47の代表校が参加し、開催県は2校が参加する。種目縦走（Ｃ隊）は各ブロック選抜の形式で全国から23の代表校が参加した。C隊は平成22年大会を以って終了となった。
平成5年までは上位４校を同列で「優秀校」として表彰し、優秀校には金メダルが授与された。平成6年から表彰制度が変わり、順位発表をして１位は金メダル、２位は銀メダル、３位は銅メダルを授与することになり、６位までを入賞として表彰することになった。

## 大会一覧
| 回数 | 開催年              | 開催都道府県 | 開催会場                                   | A隊（団体男子）優勝校 | B隊（団体女子）優勝校 | C隊（種目縦走）優勝校            | 備考                                       |
| ---- | ------------------- | ------------ | ------------------------------------------ | --------------------- | --------------------- | -------------------------------- | ------------------------------------------ |
| 46   | 2002年（平成14年）  | 茨城県       | 阿武隈山地・久慈山地                       | 防府                  | 大曲                  | 下館工業                         |                                            |
| 47   | 2003年（平成15年）  | 長崎県       | 多良山系・雲仙山系                         | 下館工業              | 今治西                | 長崎北陽台                       |                                            |
| 48   | 2004年（平成16年）  | 島根県       | 三瓶山                                     |                       | 長崎北陽台            |                                  |                                            |
| 49   | 2005年（平成17年）  | 千葉県       | 元清澄山                                   |                       | 千葉東                |                                  |                                            |
| 50   | 2006年 （平成18年） | 奈良県       | 大峰・大台山系                             |                       |                       |                                  |                                            |
| 51   | 2007年 （平成19年） | 佐賀県       | 背振山系                                   | 長崎北陽台            | 四日市南              | 広島学院                         |                                            |
| 52   | 2008年 （平成20年） | 埼玉県       | 両神山・白岩山・白泰山                     | 広島学院              | 四日市南              |                                  |                                            |
| 53   | 2009年 （平成21年） | 兵庫県       | 氷ノ山、鉢伏山、蘇武岳                     | 土佐                  | 富士宮西              |                                  |                                            |
| 54   | 2010年 （平成22年） | 鹿児島県     | 高千穂峰、韓国岳、新燃岳                   | 長崎北陽台            | 富士宮西              |                                  | 新燃岳の噴火により大会直前になりコース変更 |
| 55   | 2011年 （平成23年） | 青森県       | 岩木山、八甲田山                           | 千葉東                | 高崎女子              | 種目縦走は 平成２２年 を以て終了 |                                            |
| 56   | 2012年 （平成24年） | 新潟県       | 苗場山、平標山、三国峠                     | 新潟県央工業          | 防府                  | 種目縦走は 平成２２年 を以て終了 |                                            |
| 57   | 2013年 （平成25年） | 大分県       | 大船山、久住山、中岳                       | 下松工業              | 大村                  | 種目縦走は 平成２２年 を以て終了 |                                            |
| 58   | 2014年 （平成26年） | 神奈川県     | 金時山、三国山、神山                       | 長崎北陽台            | 富士宮西              | 種目縦走は 平成２２年 を以て終了 |                                            |
| 59   | 2015年 （平成27年） | 滋賀県       | 高島トレイル、比良山                       | 修道                  | 盛岡第一              | 種目縦走は 平成２２年 を以て終了 |                                            |
| 60   | 2016年 （平成28年） | 岡山県       | 蒜山、毛無山                               | 千葉東                | 富士                  | 種目縦走は 平成２２年 を以て終了 |                                            |
| 61   | 2017年 （平成29年） | 山形県       | 蔵王山                                     | 長崎北陽台            | 盛岡第一              | 種目縦走は 平成２２年 を以て終了 |                                            |
| 62   | 2018年 （平成30年） | 三重県       | 三池岳、釈迦ヶ岳、国見岳、御在所山、鎌ヶ岳 | 修道                  | 防府                  | 種目縦走は 平成２２年 を以て終了 |                                            |
| 63   | 2019年 （令和元年） | 宮崎県       | 親父山、古祖母山、障子岳、筒が岳、祖母山   | 長崎北陽台            | 富士                  | 種目縦走は 平成２２年 を以て終了 |                                            |
| 64   | 2020年 （令和2年）  | 群馬県       | 大会中止                                   | 大会中止              | 大会中止              | 大会中止                         | 大会中止                                   |
| 65   | 2021年 （令和3年）  | 福井県       | 三頭山・取立山                             | 富士                  | 千葉東                |                                  |                                            |
| 66   | 2022年 （令和4年）  | 香川県       | 笠形山・竜王山・大川山                     | 広島学院              | 長崎北陽台            |                                  |                                            |
| 67   | 2023年 （令和5年）  | 北海道       |                                            | 岡山操山(岡山)        | 富士                  |                                  |                                            |
| 68   | 2024年 （令和6年）  | 福岡県       | 英彦山・岳滅鬼山                           | 旭川東                | 長崎北陽台            |                                  |                                            |
| 69   | 2025年 （令和7年）  | 広島県       | 恐羅漢山・十方山・深入山・三段峡           | 広島学院              | 長崎北陽台            |                                  |                                            |
| 70   | 2026年 （令和8年）  | 兵庫県       | 氷ノ山・鉢伏山・蘇武岳                     |                       |                       |                                  |                                            |
| 71   | 2027年 （令和9年）  | 山梨県       |                                            |                       |                       |                                  |                                            |

## 今はもうない　国体山岳競技の「縦走・踏査」
インターハイの登山競技の趣旨「安全登山に必要な技術及び体力の定着」とは別で、国民体育大会（国体）の山岳競技は、ボルダリングとリードからなる「スポーツクライミング」のみである。本部でGPSで追跡ができなかった時代には、国体山岳競技「縦走・踏査」の審査は参加者と行動を共にしているため、運営の負担は大きかったのである。山梨県上野原市～東京都で、日本では最も古くから継続されているトレイルランニングレースが行われている。正式名称は「日本山岳耐久レース(24時間以内)～長谷川恒男CUP」で通称はハセツネCUPもしくはハセツネであって、5日半（45時間）かかる距離を、選手は7時間から24時間で走破するのである。全国大会は、このレースのみである。
- 2002年からは踏査競技（山岳オリエンテーリング）が廃止。
- 2008年からは縦走競技（山岳マラソン、トレイルランニング）が廃止。
- 2017年に那須岳の雪崩遭難のために高校生7名、教諭1名が亡くなった事故で栃木県高校体育連盟（県高体連）登山専門部は、県高体連が主催する登山競技大会を、2021年度から実施しないと決定[1]。
- 廃止になるまでの国体での山岳競技大会スケジュール

| 競技内容       | 行動                                                                                              | 備考                                                                                   |
| -------------- | ------------------------------------------------------------------------------------------------- | -------------------------------------------------------------------------------------- |
| 1日目 踏破競技 | 登山口集合ーテント設営ー開会式ーペーパーテスト ー装備品検査ー天気図作製ー炊事ーミーティングー就寝 | ザック軽量（1人10㎏）ー踏破競技出発 ー地形図上にある複数のポイントを規定時間内に通過。 |
| 2日目 縦走競技 | 起床ー炊事ーテント撤収ー出発ー山頂ーキャンプ地到着 ーテント設営ー炊事ー交流会ー就寝               | ザック軽量（1人10㎏）ー縦走競技出発 ー規定時間内に下山。                               |
| 3日目 縦走競技 | 起床ー炊事ーテント撤収ー出発ー登山口ー閉会式                                                      | ザック軽量（1人10㎏）ー縦走競技出発 ー規定時間内に下山。                               |